# Kim Ok-bin
Kim Ok-bin (Suncheon; 3 de enero de 1987) es una actriz surcoreana.

## Vida personal
Es la mayor de tres hermanos, uno de ellos es la actriz Chae Seo-jin.
Practicó artes marciales cuando era niña, obteniendo el tercer dan en Hapkido y segundo dan en Taekwondo. También practicó muay thai y boxeo.

## Carrera
Es miembro de la agencia "Will Entertainment".

### Primeros años: 2004-2008
Debutó en un concurso de belleza organizado por el portal web Naver en 2004. A pesar de no tener experiencia en la actuación, ella fue elegida como una de los tres protagonistas en la película de terror del 2005 Voice, un papel que le valió ser nominada a "Mejor Actriz revelación"  tanto en los Blue Dragon Film Awards como en los Baeksang Arts Awards.
Audicionó para un papel en la serie Hello, God de KBS y luego de impresionar al director Ji Yeong-soo con su "intensa determinación," se le entregó un papel principal como la embustera Seo Eun-hye. Durante el rodaje ella expresó dudas de sí misma, diciendo: "Yo solía llorar dos o tres veces diarias cuando se inició el rodaje, porque sentí que yo era una basura de actriz[sic] ," y debido a una apretada agenda que le permitió menos de dos horas de sueño por día, se informó que ella había colapsado en el set. Más tarde ese mismo año participó en el drama de la MBC  Sobre el arco iris como la aspirante a cantante K-pop  Jeong Hee-do, personaje que la obligaba a cantar y realizar difíciles movimientos  de breakdance, el productor de la serie Han Hee la felicitó diciendo: "Ella es una actriz valiente. Es muy entusiasta acerca de su papel con una actitud casi perfeccionista ". Sin embargo, causó cierta preocupación cuando admitió comer solo una comida al día durante el rodaje del drama.
Su próxima película fue El gánster accidental y el error de la Cortesana, la cual protagonizó junto a Lee Jung-jae como una kisaeng de la era Joseon. Dijo que había encontrado difícil realizar un papel histórico, pero fue ayudada por las consultas con el director Yeo Gyoon-dong y había estudiado danza coreana tradicional durante dos meses. La película se estrenó en Corea del Sur en diciembre de 2008.

### 2009–2013:Thirst y regreso a la televisión
En febrero de 2008 fue anunciada como la protagonista femenina de la película del director Park Chan-wook Thirst, en un personaje que requería de numerosas escenas para adultos junto a su coestrella Song Kang-ho. Kim sintió que ella realmente aprendió mucho del trabajo junto a Song, mientras que el director Park elogió su versatilidad a la hora de mostrar los diferentes matices de su personaje. Thirst ocupó la taquilla surcoreana durante su fin de semana de estreno con más de un millón de entradas vendidas, y fue la cinta invitada al Festival de Cine de Cannes 2009, donde ganó el Premio del Jurado. Richard Corliss de la revista Time elogió su interpretación en la película, diciendo: "Es la hermosa Kim, de solo 22 años, quien es la revelación aquí. Puede interpretar— no, ella puede ser — una criatura de muda docilidad, a continuación, buscar ardor, entonces llega el explosivo erotismo, luego el intento asesino. Es Lady Chatterley y Lady Macbeth en un ardiente paquete".  Maggie Lee de The Hollywood Reporter fue más crítica, comentando, "[Kim] su aguda neurosis a veces lastima, pero para una relativamente recién llegada, ella mantiene continuamente las transformaciones de su personalidad,"  mientras Kyu Hyun Kim de OhmyNews, dijo, "Kim es increíblemente sexy tanto en el modo de una marchita ama de casa como el de una completa femme fatale, y da todo de sí en el personaje," pero la consideró "un poco demasiado joven y contemporánea" para el papel. Fue co-ganadora del premio a la Mejor Actriz en el 42.º Festival de Cine de Sitges (compartido con Elena Anaya por Hierro), y recibió más nominaciones en los Blue Dragon Film Awards, el Green Globe Film Awards, y los Baeksang Arts Awards.
Se reunió con el director E J-yong para Actresses, una película de bajo presupuesto en la que ella y otras cinco actrices protagonistas de Corea se presentan en un especial de Vogue. Como sus coestrellas, aceptó tomar parte sin ninguna garantía y compartió créditos en el guion. La película se estrenó  el 10 de diciembre de 2009.
En 2011 fue la protagonista junto a Eric Mun del drama de acción de la KBS  Poseidón, fijado para su emisión en julio de 2011. Sin embargo, se retiró cuando la producción se detuvo después del incidente del Bombardeo de Yeonpyeong en noviembre de 2010.
A principios de 2012, se convirtió en la vocalista de una banda de rock, Ok Punk.
Posteriormente volvió a trabajar con E J-yong para el corto Como enamorarse en 10 Minutos, como parte del patrocinio de Samsung Galaxy Note para la película Cine Note. E J-yong se había puesto en contacto con los actores que consideraba cercanos para ofrecerles el papel, y la mayoría de ellos aceptaron sin obtener paga, basados en la amistad y la lealtad hacia el directorl, incluyéndola. El proceso de realización más tarde fue representado en Behind the Camera, un falso documental con un concepto similar al de Actrices.
A continuación, se tiñó el pelo de rosa para la comedia Sobre Mi Cuerpo Muerto, el cual dijo haber disfrutado enormemente durante la filmación, siendo una aficionada de este género. La cual fue seguida por un papel principal en la película de ciencia ficción-thriller  11 A. M., que fue lanzada en el segundo semestre de 2013.
Regresó a la televisión en 2013 con el drama épico de la KBS The Blade and Petal situado durante la dinastía Goguryeo, su primer drama en siete años.
En 2014 dio vida a una carterista en la serie de comedia de la jTBC Yoo-na's Street. La película Minority Opinion, un drama junto a Yoon Kye sang y Yoo Hae-jin que había sido filmada en 2013, fue estrenada en cines en 2015.

### 2017-presente
En 2017 protagonizó la película de acción y suspenso The Villainess. La película fue invitada al Festival de Cine de Cannes, donde tuvo su estreno mundial.
En 2018 protagonizó el  thriller militar The Discloser. El mismo año, regresó a la pequeña pantalla en OCN con el thriller de fantasía Children of a Lesser God.
El 30 de abril de 2021 se unirá al elenco principal de la serie Dark Hole donde interpretó a Lee Hwa-sun, una detective de la policía de la unidad de investigación regional de Seúl cuya vida se pone de cabeza cuando recibe una llamada telefónica del asesino de su marido, diciéndole que vaya a "Mujishi".
En noviembre de 2021 se anunció que se había unido al elenco principal de la serie Love to Hate You, donde dará vida a Yeo Mi-ran, una nueva abogada de Gilmu, un bufete de abogados especializado en la industria del entretenimiento, que odia perder ante los hombres. Ella cree que la única forma en que una mujer puede vivir sola en un mundo difícil es teniendo una carrera exitosa y que las citas son simplemente una forma de recopilar datos sobre los hombres.

## Filmografía

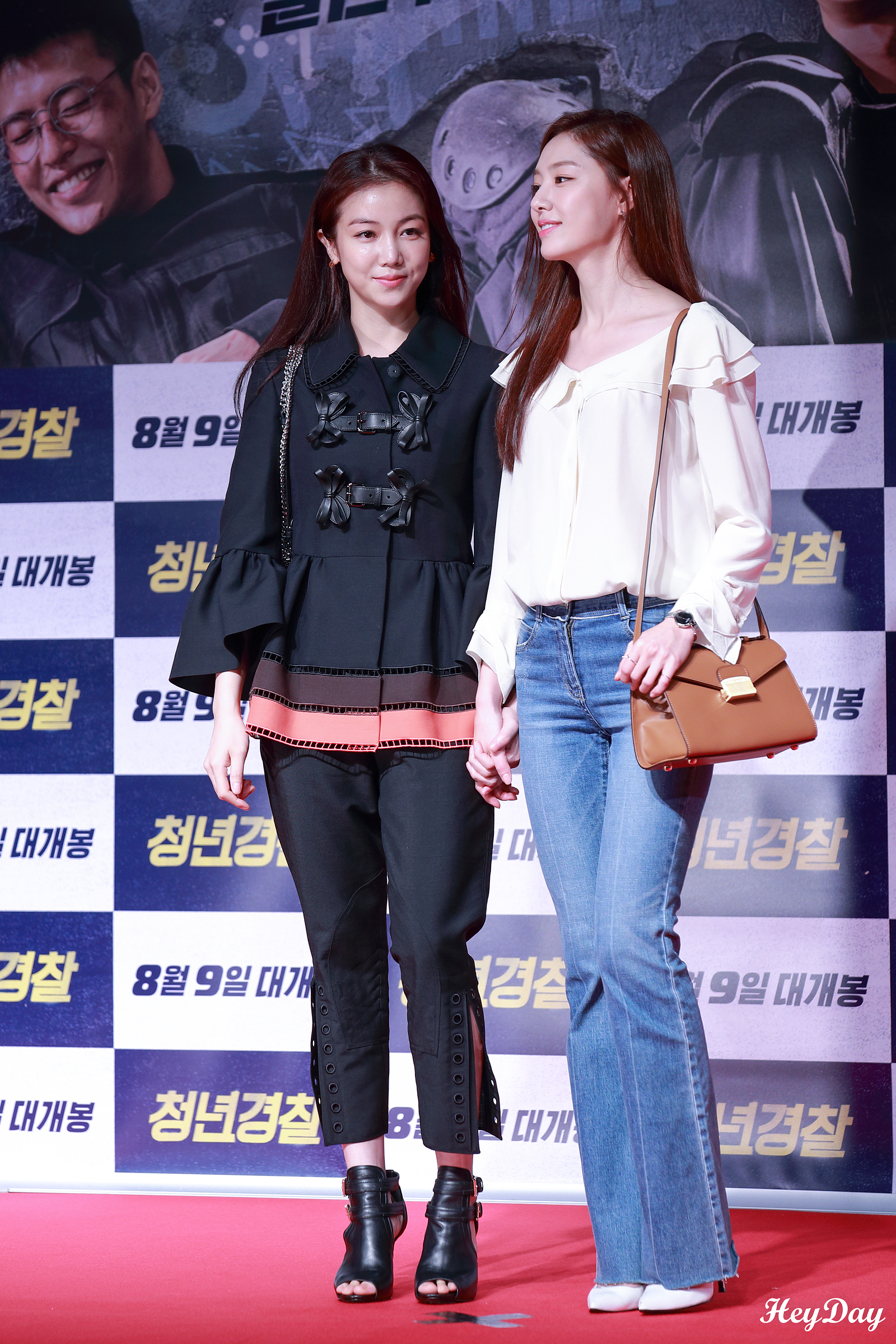
Kim Ok-vin en 2017

### Series
| Año  | Título                   | Papel                        | Red     | Notas                                     |
| ---- | ------------------------ | ---------------------------- | ------- | ----------------------------------------- |
| 2005 | Hanoi Novia              | Lý Thị Vũ                    | SBS     |                                           |
| 2006 | Hola, Dios               | Seo Eun-hye                  | KBS2    |                                           |
| 2006 | Sobre el arco iris       | Jeong Hee-su                 | MBC     | También cantó "Inicio" en la banda sonora |
| 2007 | La guerra de Dinero      | Lee Soo-young                | SBS     | Apareció en cuatro episodios extras       |
| 2013 | La Cuchilla y el Pétalo  | La princesa So-hee/Moo-young | KBS2    |                                           |
| 2014 | Yoo-na de la Calle       | Kang Yoo-na                  | jTBC    |                                           |
| 2018 | Children of a Lesser God | Kim Dan                      | OCN     |                                           |
| 2019 | Arthdal Chronicles       | Tae Al-ha                    | tvN     |                                           |
| 2021 | Dark Hole                | Det. Lee Hwa-sun             | OCN     | [ 43 ]                                    |
| 2022 | Batalla de amor          | Yeo Mi-ran                   | Netflix | [ 44 ] [ 45 ]                             |

### Películas
| Año  | Título                                             | Papel          | Notas               |
| ---- | -------------------------------------------------- | -------------- | ------------------- |
| 2005 | Voz                                                | Park Young-eon |                     |
| 2006 | Arang                                              | Cameo          |                     |
| 2006 | Dasepo Naughty Girls                               | Chica pobre    |                     |
| 2008 | The Accidental Gangster and the Mistaken Courtesan | Seol-ji        |                     |
| 2009 | Sed                                                | Tae-ju         |                     |
| 2009 | Actrices                                           | Ella misma     | También coguionista |
| 2011 | La Línea Del Frente                                | Cha Tae-gyeong |                     |
| 2012 | Sobre Mi Cadáver                                   | Han Dong-hwa   |                     |
| 2013 | Detrás de la Cámara                                | Ella misma     |                     |
| 2013 | 11 A. M.                                           | Young-eun      |                     |
| 2015 | La Opinión De La Minoría                           | Gong Soo-kyung |                     |
| 2017 | The Villainess                                     | Sook-hee       |                     |
| 2017 | The Discloser                                      | Jeong Sook     |                     |

### Vídeos musicales
| Año  | Título de la canción | Artista        |
| ---- | -------------------- | -------------- |
| 2004 | "Un Corazón Frío"    | Lee Seung-chul |
| 2006 | "Mañana"             | Hwanhee        |
| 2006 | "Peligroso Amor"     | Lena Park      |
| 2007 | "Distraídamente"     | Zi-a           |

### Apariciones en programas de televisión
| Año  | Programa    | Notas                                                    |
| ---- | ----------- | -------------------------------------------------------- |
| 2016 | Battle Trip | 2 episodios (Ep. #7-8) - participó junto a Kim Hyun-sook |

## Premios y nominaciones
| Año  | Premio                  | Categoría                          | Nominación                                         | Resultado | Ref.          |
| ---- | ----------------------- | ---------------------------------- | -------------------------------------------------- | --------- | ------------- |
| 2005 | Blue Dragon Film Awards | mejor actriz nueva                 | Voice                                              | Nominada  | [ 7 ]         |
| 2006 | Baeksang Arts Awards    | mejor actriz nueva                 | Voice                                              | Nominada  | [ 8 ]         |
| 2006 | MBC Drama Awards        | premio de los productores          | Over the Rainbow                                   | Ganadora  | [ 46 ]        |
| 2006 | MBC Drama Awards        | mejor actriz nueva                 | Over the Rainbow                                   | Nominada  |               |
| 2006 | KBS Drama Awards        | mejor actriz nueva                 | Hello, God                                         | Nominada  |               |
| 2009 | Baeksang Arts Awards    | mejor actriz nueva                 | The Accidental Gangster and the Mistaken Courtesan | Nominada  |               |
| 2009 | Sitges Film Festival    | mejor actriz                       | Thirst                                             | Ganadora  | [ 18 ] [ 47 ] |
| 2009 | Blue Dragon Film Awards | mejor actriz                       | Thirst                                             | Nominada  | [ 19 ]        |
| 2010 | Green Globe Film Awards | mejor actriz internacional         | Thirst                                             | Nominada  | [ 20 ]        |
| 2010 | Baeksang Arts Awards    | mejor actriz                       | Thirst                                             | Nominada  | [ 21 ]        |
| 2013 | KBS Drama Awards        | premio excelencia, actriz de drama | The Blade and Petal                                | Nominada  |               |
| 2014 | APAN Star Awards        | premio excelencia, actriz de drama | Yoo-na's Street                                    | Ganadora  | [ 48 ]        |
| 2015 | Baeksang Arts Awards    | mejor actriz (TV)                  | Yoo-na's Street                                    | Nominada  |               |
| 2017 | Buil Film Awards        | mejor actriz                       | The Villainess                                     | Nominada  |               |
| 2017 | The Seoul Awards        | mejor actriz (cine)                | The Villainess                                     | Nominada  |               |
| 2017 | Grand Bell Awards       | mejor actriz                       | The Villainess                                     | Nominada  |               |
| 2017 | Blue Dragon Film Awards | mejor actriz                       | The Villainess                                     | Nominada  | [ 49 ]        |